# Portobello (Edimburgo)
Portobello é um balneário localizado a cinco quilômetros a leste do centro da cidade de Edimburgo, ao longo da costa do Estuário do rio Forth, na Escócia. Hoje é um subúrbio de Edimburgo, com uma avenida em frente para a praia de areia longa. Seu auge como uma estância foi quase certamente no final do século XIX, e foi em declínio lento durante todo o século XX.

## História
A área era originalmente conhecida como Figgate Muir, uma extensão de pântanos, através do qual Figgate Burn fluia de Duddingston Loch para o mar, com uma ampla praia de areia no Estuário do rio Forth. Acredita-se que o nome Figgate venha do termo saxão para "vale de vaca". No entanto, o terreno era usado como pasto pelos monges da abadia de Holyrood e é mais provável que o nome signifique "estrada de vaca", como em Cowgate em Edimburgo. Em 1296, William Wallace reuniu forças para atracar em uma campanha que levou à Batalha de Dunbar, e em 1650 o pântano era a suposta cena de um encontro secreto entre Oliver Cromwell e os líderes escoceses. Um relatório de 1661 descreve uma corrida em Burn (registrada como Thicket Burn) para o topo de Arthur's Seat, Edimburgo.
Em 1763, as terras conhecidas como Figgate Whins foram vendidas por Lord Milton ao Barão de Mure por cerca de 1500 libras, e por último para um Sr. William Jameson ou Jamieson à taxa de 3 libras esterlinas por acre. Jameson descobriu uma cama valiosa de argila perto da queimadura, e construiu um tijolo e obras de telha ao lado do córrego. Mais tarde, ele construiu uma fábrica de cerâmica de argila, e a população local cresceu de modo que Portobello se tornou uma aldeia próspera. O valor da terra, posteriormente, levantou-se e, na virada do século algumas partes haviam sido vendidas a um feu anual de impostos por £40 por ano para cada hectare.